# Christianus Petrus Eliza Robidé van der Aa

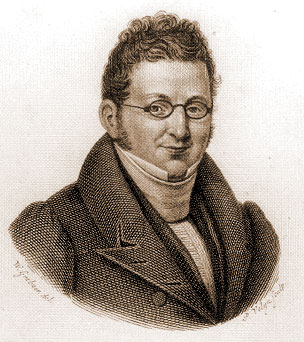
Christianus Petrus Eliza Robidé van der Aa

Christianus Petrus Eliza Robidé van der Aa (Amsterdam, 10 oktober 1791 – St. Anna bij Nijmegen, 14 mei 1851) was een Nederlandse jurist, auteur en dichter. Hij vormde samen met E.J. Potgieter de eerste redactie van het literaire tijdschrift De Gids.

## Leven
Hij was de zoon van Pierre Jean Baptiste Charles van der Aa (1770-1812) en Francinca Adriana Bartha van Peene en de broer van Abraham Jacob van der Aa, de auteur van het Aardrijkskundig Woordenboek der Nederlanden. Hij voegde de naam van zijn grootmoeder van moederszijde toe aan zijn eigen naam.
Hij promoveerde op 27 december 1811 in de rechtsgeleerdheid in Leiden. Slechts vier maanden kon hij zich onder leiding van zijn vader in de rechtspraktijk oefenen. Door de ongunstige familieomstandigheden moest hij in Friesland gemeentelijke betrekkingen bekleden in Sneek, Lemmer en Lemsterland. In 1815 diende hij als vrijwilliger. Hij trouwde voor de eerste keer in 1816 met Eelkje Poppes (1791-1828), die een dichtbundeltje Eerstelingen had gepubliceerd, en werd twee jaar later procureur in Leeuwarden. Uit het eerste huwelijk kwamen drie volwassen geworden dochters voort.
In 1830 trouwde hij voor de tweede keer met Lucia Maria de Jongh (1789-1846). Zij kwam uit een aanzienlijke Rotterdamse koopmansfamilie en was de weduwe van Jan Anthony Kallenberg van den Bosch (1791-1823), met wie zij twee kinderen had. Zij was eigenares van het bekende huis en landgoed "Den Hemelschen Berg" bij Oosterbeek, in 1821 aangekocht als zomerresidentie door haar eerste echtgenoot en na haar overlijden verkocht aan de schrijver Kneppelhout ('Klikspaan'). Hier werd de enige zoon uit hun huwelijk, de indoloog en geograaf Pieter Jan Baptist Carel Robidé van der Aa (1832-1887) geboren.
Christianus Robidé van der Aa vestigde zich in 1834 als advocaat te Arnhem. In 1838 werd hij rechter-plaatsvervanger en later rechter in de arrondissementsrechtbank aldaar. Hij raakte in de loop der tijd getroebleerd en moest in 1848 onder curatele gesteld worden. Op 14 mei 1851 overleed hij in het huis van de Nijmeegse arts Cornelis Morell de Pril in de buurtschap Sint Anna.

## Werk
Zijn werk bestaat uit veel kleine afzonderlijke opstellen en gedichten, geschreven in opdracht van de Amsterdamse uitgever Beijerinck. Zijn bijdragen verschenen voornamelijk in de Muzen-almanak, de Almanak voor het Schoone en Goede en de Volksbode, tijdschriften die hij redigeerde of medebestuurde. In 1827 schreef hij een verhandeling voor de Maatschappij tot Nut van 't Algemeen, Over de Gevolgen van huisselijke achteloosheid en Volksliederen, die in 1835 werd uitgegeven. Zijn geschriften en daden getuigen van vaderlandsliefde (o.a. na de dood van Jan van Speijk), van belangstelling in volksgeluk, maatschappelijke welvaart en, naar zijn vermogen, in de letteren. Hij schreef ook een aantal kinderboekjes.

## De Gids
Het plaatwerk over de Rijn werd in 1836 slecht ontvangen door het enige literaire tijdschrift van Nederland: Vaderlandsche Letteroefeningen. Uitgever Beyerinck besloot daarop zelf een tegenhanger op te richten: De Gids. Hij zocht de jonge Potgieter aan als redacteur en het leek hem een goed idee om daar de meer bezadigde Robidé van der Aa naast te zetten.
Het eerste nummer verscheen op 1 januari 1837 en het blad sloeg aan. De samenwerking in de redactie werd echter geen succes. De door Potgieter als onbeduidend beschouwde Van der Aa werd afgescheept met onbelangrijke klusjes, terwijl Potgieter achter zijn rug R.C. Bakhuizen van den Brink en J.F. Oltmans binnenhaalde als redacteuren. Toen Beijerinck de uitgave in 1841 overdroeg aan P.N. van Kampen & Zoon, was Van der Aa binnen De Gids feitelijk overbodig geworden.
- Biografisch Portaal: 16604128
- Digitale Bibliotheek voor de Nederlandse Letteren: robi001
- International Standard Name Identifier: 0000 0000 2626 7767
- Library of Congress Control Number: n84087277
- Nederlandse Thesaurus van Auteursnamen: 069897948
- Virtual International Authority File: 16168580
- WorldCat: E39PBJtGTWgRqHhwGQTWx4V3cP